# August Johann Rösel von Rosenhof
August Johann Rösel von Rosenhof (ou Roesel) est un artiste et un naturaliste allemand, né le 30 mars 1705 à Augustenbourg près d'Arnstadt et mort le 27 mars 1759 à Nuremberg.

## Biographie
Descendant d'une famille noble d'Autriche, son nom d'origine est August Johanne Rôsel. Celui-ci est modifié en 1753, sans doute en l'honneur de son oncle, le peintre animalier Wilhelm Rösel von Rosenhof.
Le jeune Rösel perd son père très tôt et c'est son oncle qui lui donne une éducation artistique après que sa marraine, la princesse Augusta Dorothea von Arnstadt-Schwarzenburg, eut détecté son talent. Il poursuit par des études d'art à l'Académie de Nuremberg (1724-1726) où il devient un peintre de portraits et de miniature très doué. Son renom est déjà tel que, lors de son voyage de deux ans au Danemark en 1726-1728, un prince de Copenhague l’emploi à son service.

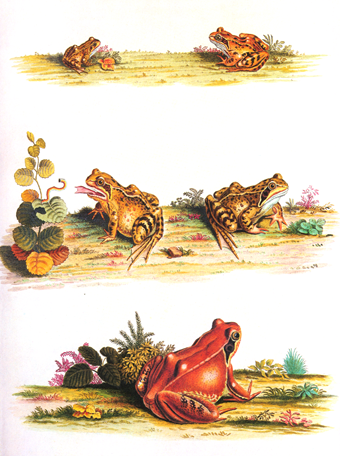
Planche sur les grenouilles extraite de Historia Naturalis Ranarum Nostratium.

Le bateau qu’il le ramène en Allemagne est forcé de s’arrêter à Hambourg à cause d’un orage. Il y découvre l'ouvrage de Anna Maria Sibylla Merian (1647-1717), Metamorphosis insectorum Surinamensium (Métamorphose des insectes du Suriname) où elle décrit les insectes et d'autres animaux qu'elle a observé au Suriname. Rösel conçoit l'idée de réaliser un livre similaire sur la faune allemande. Il commence alors, non seulement à dessiner et à graver des insectes, mais aussi à étudier leur comportement et leur développement.
En 1737, il épouse Elisabeth Maria, la fille du chirurgien, physiologiste et poète Michael Bertram Rosa. Sa maîtrise artistique a très bonne réputation si bien qu'il vit confortablement en peignant des portraits et peut utiliser son temps libre pour observer les insectes, les amphibiens et les reptiles dans la nature. Il ramasse les œufs et les larves afin de les élever chez lui et d'étudier leurs développements et leurs métamorphoses.

### L’entomologie
Ses observations détaillées, servies par de très belles illustrations, sont publiées dans deux grands livres. Le premier, Insecten-Belustigung (ou le plaisir de l’étude des insectes), paraît en 1740 et est consacré aux insectes et à d'autres invertébrés comme les anémones. Son classement des insectes suit un système naturel et le fait considérer comme l'un des pères de l'entomologie allemande. La quatrième partie est pratiquement une monographie de l'araignée Araneus diadematus. La description de l'animal est illustrée de six planches qui montrent les différences de variation de la coloration de l'espèce. Elles montrent aussi des dissections internes des organes, Rösel s'intéresse à la production de soie mais il confond l'anus avec l'orifice des glandes séricigènes.
Dans la préface de son premier livre, Insecten-Belustigung, Rösel explique que, à l’instar de ses contemporains, il était convaincu de l’existence de la génération spontanée et que les insectes naissaient de la poussière. Mais ses observations le conduisent aujourd’hui à affirmer que tout insecte naît d’un insecte similaire.
Pour distinguer les insectes des autres animaux, notamment des autres arthropodes, Rösel utile quatre critères qui paraissent un peu surprenant aujourd’hui :
- les insectes n’ont pas de jambes, ni d’os contrairement aux autres animaux ;
- les insectes ont, à la place de la bouche, soit une sorte de dard, soit une sorte de ventouse ; s’ils possèdent une bouche celles-ci n’est pas insérée dorso-ventralement mais plutôt transversalement ;
- les insectes n’ont pas de paupières ;
- les insectes, enfin, respirent au moyen de petits trous.

Rösel est le premier, en 1755, à décrire le cycle vital complet d’un hyménoptère parasite. Il faut voir que les galles, ces boursouflures de la tige des végétaux causés par la ponte dans celle-ci de certains insectes, est très mystérieuse à son époque. On pense qu’il s’agit là d’une des nombreuses manifestations de la génération spontanée. Rösel donne de nombreuses informations très précises sur les différents aspects de la vie (comme la position de l’accouplement ou la ponte), de l’écologie, de la phénologie. Il s’intéresse également aux cas de parasitisme secondaire.

### L’herpétologie
Il fait paraître entre 1753 et 1758 son Historia naturalis ranarum nostratium (Histoire naturelle des grenouilles communes) consacré aux grenouilles. Les qualités de l'ouvrage, notamment de ses illustrations, le font regarder comme l'un des plus beaux consacrés à ces animaux. Il présente le cycle vital de toutes les espèces d'Allemagne, ainsi que leur anatomie et leur ostéologie. La seconde partie de l'ouvrage, parue en 1758, est préfacée par Albrecht von Haller (1708-1777).
Il entame alors un ouvrage similaire sur les lézards et les salamandres mais une attaque cérébrale le paralyse et il meurt peu après, le 27 mars 1759.
De nombreuses descriptions d'espèces faites par Carl von Linné (1707-1778) s'appuient sur les descriptions données par Rösel. La Decticelle bariolée a été nommée Metrioptera roeseli en son honneur.

## Note
1. ↑  À ne pas confondre avec la gale, maladie de peau causée par un insecte ou un champignon.
2. ↑  Lorsqu'une autre espèce parasite vient parasiter l'œuf pondu par le premier parasite.

## Sources
- Kraig Adler (1989). Contributions to the History of Herpetology, Society for the study of amphibians and reptiles : 202 p.  (ISBN 0-916984-19-2)

- Stefan Vidal (2005). The history of Hymenopteran parasitoid research in Germany, Biological Control, 32 : 25-33.  (ISSN 1049-9644)